# Rollbergsiedlung

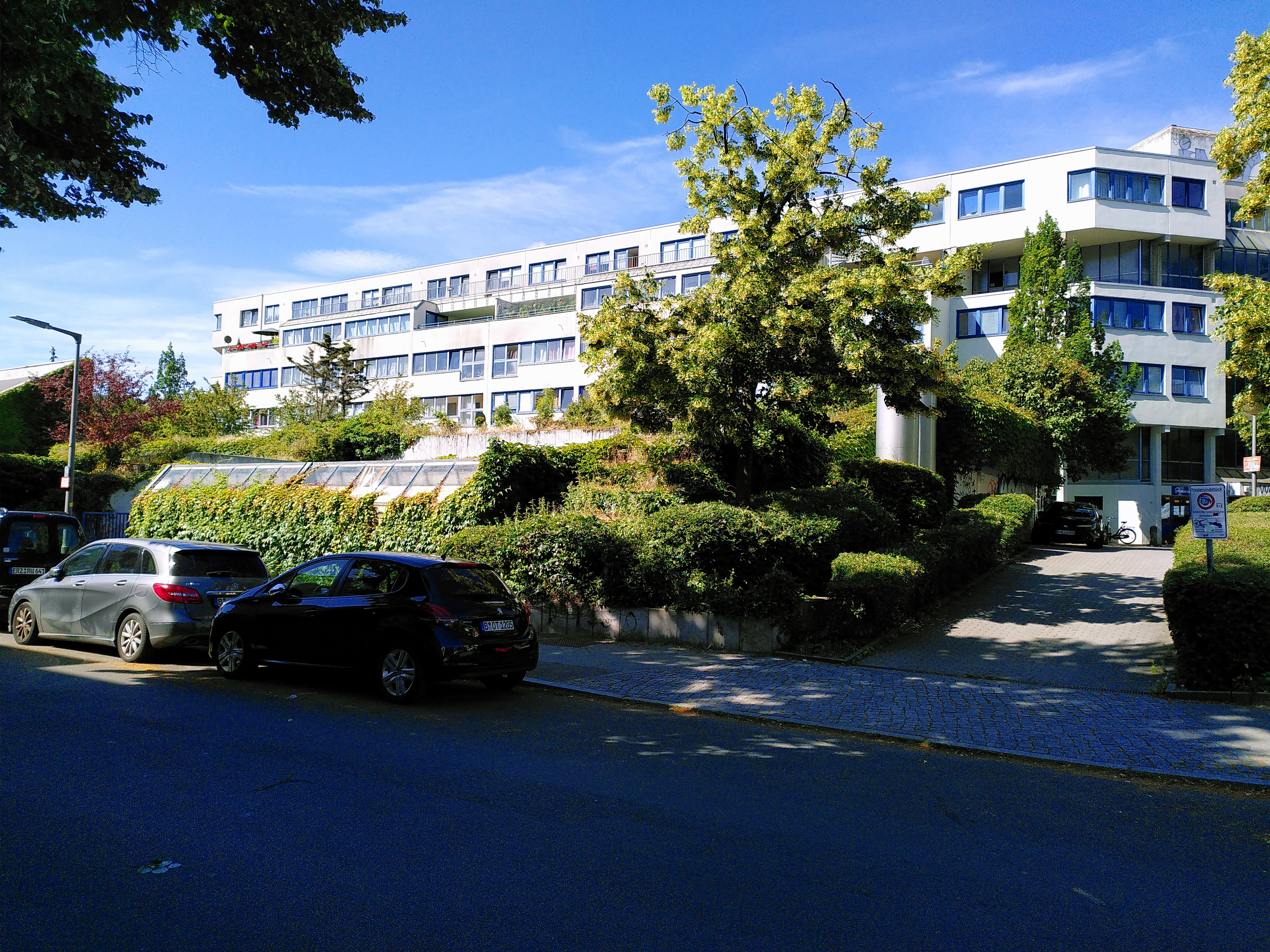
Blick von der Morusstraße auf ein Wohngebäude der Stadt und Land in der Rollbergsiedlung in Berlin-Neukölln im Juni 2024.

Die Rollbergsiedlung (auch Rollbergviertel genannt) ist eine Ortslage des Berliner Ortsteils Neukölln und wird im Westen von der Hermannstraße, im Osten von der Bornsdorfer Straße, im Norden von der Rollbergstraße und im Süden vom Mittelweg begrenzt. Nicht zu verwechseln damit ist der Rollberg im Berliner Bezirk Pankow, wie auch die Siedlung Rollberge (Schwarzwaldsiedlung) im Reinickendorfer Ortsteil Waidmannslust.
In der Siedlung leben gegenwärtig rund 5800 Einwohner aus über 30 Nationen, vor allem in Sozialwohnungen, die in Blockstruktur in den späten 1960er und in den 1970er Jahren entstanden. Ein Viertel der Bewohner ist jünger als 18 Jahre alt. Von diesen bilden türkischstämmige Kinder und Jugendliche die größte Gruppe, dicht gefolgt von der arabischstämmigen Gruppe. Etwa die Hälfte der Einwohner bezieht Transfereinkommen, ist dementsprechend Bürgergeld-Empfänger bzw. erhält ergänzende Hilfen zum Lebensunterhalt. Ein Großteil der Bewohner lebt unterhalb der Armutsgrenze, Kinderarmut ist vorherrschend. Wiederholt war die Rollbergsiedlung aufgrund vielfältiger sozialer Probleme Gegenstand negativer Berichterstattung in der Presse. Es existieren ein Quartiersmanagement sowie zahlreiche soziale Projekte vor Ort.

## Geschichte
Das Rollbergviertel war – ähnlich wie der Wedding – ein traditionelles Arbeiterviertel. Ab den 1870er Jahren siedelten sich auf den landwirtschaftlich nicht nutzbaren Rollbergen Industrie und Gewerbetreibende an, beispielsweise 1872 die Kindl-Brauerei und es wurden Mietwohnungen gebaut. Es begann ein Bauboom, bei dem vorwiegend einfachst ausgestattete Mietskasernen mit engen Hinterhöfen entstanden. Hier zogen überwiegend Arbeiter ein. Diese Bebauung hatte bis in die 1970er Jahre Bestand.
Die 1920er Jahre stellten eine Blütezeit der Arbeiterbewegung im Viertel dar, viele Bewohner organisierten sich in Protestbewegungen und Parteien wie der SPD und der KPD.

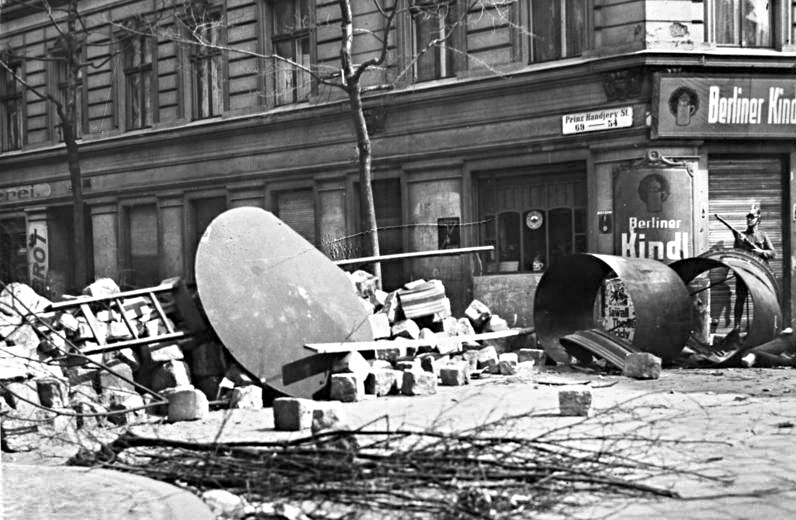
Straßenbarrikade in der Briesestraße, Mai 1929

Am 1. Mai 1929, dem sogenannten „Blutmai“, wurde eine Versammlung von 3000 Arbeitern im Rollbergviertel blutig niedergeschlagen, die Polizei schoss in die Menge. Die Arbeiter errichteten daraufhin Barrikaden, es kam zu weiteren Auseinandersetzungen mit der Polizei, bei der in Neukölln über 19 Menschen erschossen und über 60 verletzt wurden. Seitdem wird das Rollbergviertel auch als „Bullen-“ oder „Barrikadenviertel“ bezeichnet. Die Unruhen sorgten damals für einen noch engeren Zusammenhalt der Bevölkerung.
Von 1933 bis 1945 spielte sich das Leben im immer noch kommunistisch geprägten Rollbergviertel vorwiegend im Untergrund ab. Die Ortslage wurde im Zweiten Weltkrieg kaum zerstört.
Bis in die 1960er Jahre hinein wurde das Viertel nicht saniert. 78 Prozent der Wohnungen verfügten über keine eigene Toilette. Die Bausubstanz und die Art der Bebauung wurde unter anderem deshalb als unhygienisch und menschenunwürdig beurteilt. Um Abhilfe zu schaffen, wurde wie in vergleichbaren Stadtgebieten die sogenannte „Flächensanierung“ beschlossen, das heißt, der nahezu vollständige Abriss des Viertels. Stattdessen sollte der Wohnungsbau der Nachkriegsmoderne Einzug halten mit dem Anspruch auf Licht, Luft und Sonne für jede Wohnung. Von den vorhandenen 5780 Wohnungen wurden 5600 abgerissen. An ihrer Stelle entstanden vor allem mehrgeschossige Neubauten in unterschiedlichen Konfigurationen, zum Teil unter Aufhebung des alten Straßenrasters.
Im Jahr 1967 wurde zunächst der Grundstein für die sogenannten Mäanderbauten im östlichen Teil der Siedlung gelegt. Für die Bebauung der übrigen Flächen wurde 1971 ein Wettbewerb ausgeschrieben, an dem Soziologen, Sozialpsychologen, Lärmschutzexperten, Stadtplaner und Architekten beteiligt waren. Es gewannen die jungen Architekten Rainer Oefelein, Bernhard Freund und Reinhard Schmock.
Die Bewohner des Rollbergviertels mussten ihr Zuhause zumindest temporär verlassen. Nicht alle kehrten nach Abschluss der Flächensanierung zurück. Viele Menschen ausländischer Herkunft zogen in die Siedlung, die daraufhin zunehmend als sozialer Brennpunkt galt. Die Journalistin und Autorin Güner Yasemin Balcı widmet sich in ihren Beiträgen und Büchern speziell der Jugendproblematik im Rollbergviertel.
Die rund 2100 Sozialwohnungen gehören der städtischen Stadt und Land Wohnbauten-Gesellschaft mbH, die hier in den Jahren 1987 bis 1989 umfassende Bau- und Sanierungstätigkeiten durchführte. Etwa 350 Wohnungen sind in Privatbesitz.

## Architektur
Das Gebiet hat den architektonischen und städtebaulichen Charakter einer Großwohnsiedlung, ist allerdings relativ überschaubar. Prägend sind die fünf achteckigen Bauten zwischen Werbellin-, Hermann-, Kopf- und Morusstraße, die Rainer Oefelein, Bernhard Freund und Reinhard Schmock zwischen 1976 und 1982 errichteten. Sie imitieren die traditionelle Berliner Blockrandbebauung und verfügen über begrünte Innenhöfe, die den Bewohnern Schutz vor dem Fluglärm des naheliegenden Flughafens Tempelhof bieten sollten. Alle Wohnungen verfügen dementsprechend über ein Zimmer zum Hof, zudem verzichtete man weitgehend auf Außenbalkone.
In jedem Gebäude befinden sich rund 180 unterschiedliche Wohneinheiten, die zwischen 40 und 120 m² groß sind. Die Hausflure verliefen ursprünglich auf zwei Etagen um das gesamte Gebäude herum, so dass man es an allen vier Ecken betreten und verlassen konnte. Die Ecken der Gebäude sind abgeschrägt und sollen an Barcelona erinnern, wo im Stadtteil Eixample ebenfalls alle Gebäude über Eckabschrägungen verfügen. Einige der ebenerdigen Räume waren als Waschsalons vorgesehen, die jedoch nicht realisiert wurden.

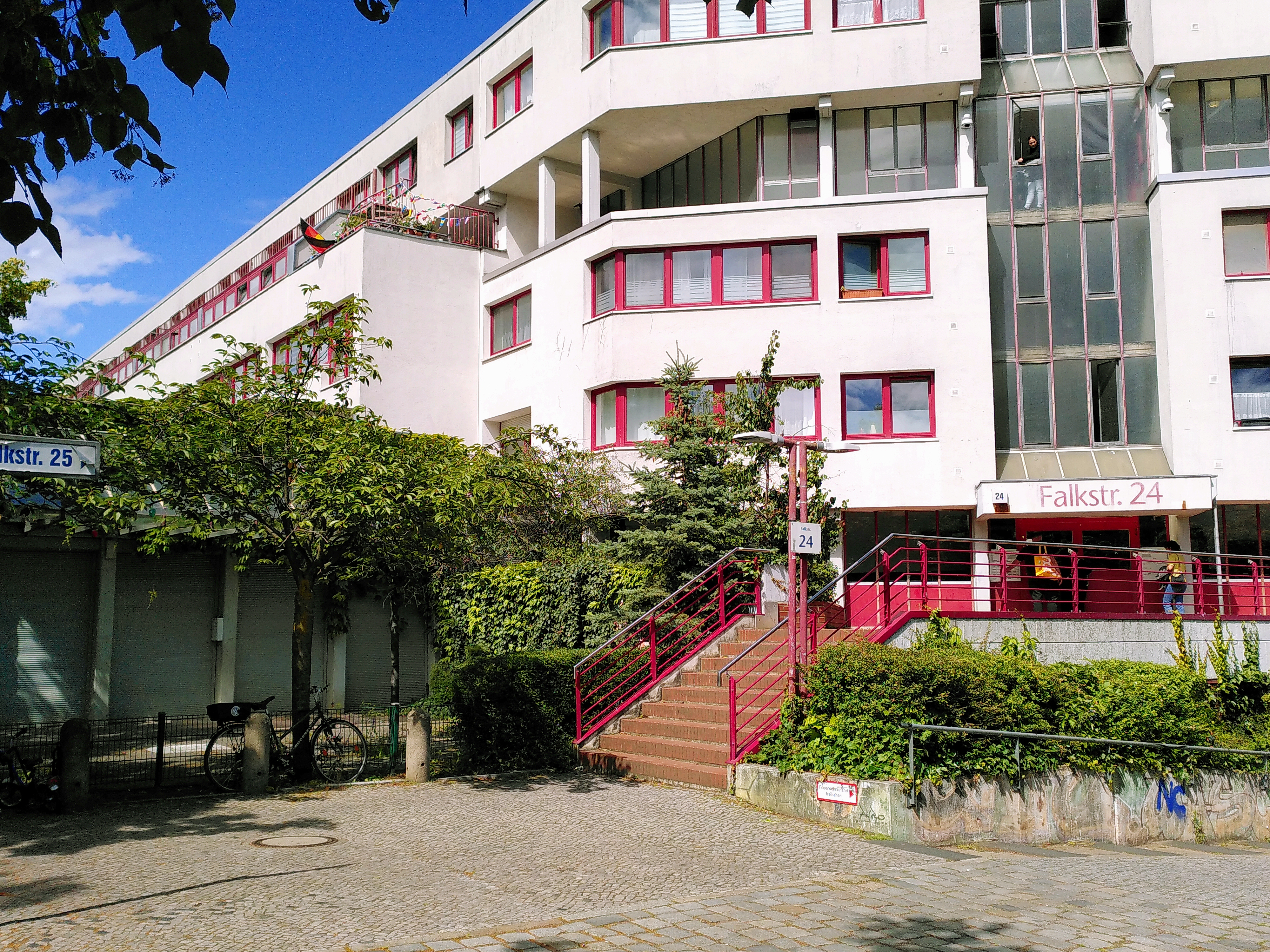
Eingangsbereich der Falkstraße 24 im Rollberg-Kiez

Der Straßenraum zwischen den Gebäuden ist weitgehend autofrei. Unter der Fußgängerebene befinden sich Garagen. Dasselbe Prinzip findet sich in der High-Deck-Siedlung, die ebenfalls von Rainer Oefelein und Bernhard Freund zur selben Zeit in Neukölln errichtet wurde.
Um den sozialen Problemen des Viertels auf gestalterischer Ebene entgegenzuwirken, ersetzten die Architekten Ende der neunziger Jahre die Betonmauern, die zu den Eingängen führten, durch leichte, farbige Geländer und legten Grünflächen an. Die umlaufenden Hausflure wurden aus Sicherheitsgründen geschlossen.

## Institutionen
- Im Rollbergviertel gibt es eine Grundschule (seit 2004/2005 Staatliche Europaschule für Deutsch und Französisch) und eine Integrierte Sekundarschule.
- Es existieren ein Quartiersmanagement sowie diverse soziale und Jugendfreizeiteinrichtungen. Nach Einrichtung des Quartiersmanagements 2002 nahm die Kriminalität spürbar ab.[6]
- In der Rollbergstraße befindet sich die Polizeiwache für den Nordwesten Neuköllns (Abschnitt 55).